# 钱塘江站
钱塘江站是中华人民共和国浙江省杭州市滨江区的火车站，距离杭州站11公里。建于1931年6月。现由中国铁路上海局集团杭州直属站管辖，不办理客运业务，货运仅办理专用线整车到发业务，主要为中谷国家粮食储备库服务。

## 概要
位于西兴镇江二村（现长河街道江二社区）的钱塘江边站是杭江铁路最初的起点站，和江对岸的南星桥站通过轮渡连接。钱塘江边站于1933年9月被洪水冲塌后被废止；杭江铁路内移，转由经过浦沿以和钱塘江大桥接轨；同时新修建车站，名为静江站，以纪念时任浙江省主席、杭江铁路的主要功臣张静江。1949年后改为现名钱塘江站。
1972年车站至萧山站（现萧山西站）区间线路复线化，以增加杭州枢纽线路的通过能力:319。1972年杭州铁路分局在车站设立钱塘江大桥铁路线路桥大修队基地。钱塘江站曾经办理客运业务，有慢车停靠，1995年后停办；站场中央曾经设有行人道口:158。
1998年杭州滨江中谷国家粮食储备库开工，2000年5月开始试运营。粮库与车站间通过2620米长的专用线连接。
车站最初由浙赣铁路局杭诸段管理处管理。1949年后改由杭州铁路分局萧山直属站管辖，后萧山直属站改名萧山车务段。1990年代萧山车务段合并至诸暨车务段管理；2005年诸暨车务段又合并至新成立的金华车务段。2009年10月1日，钱塘江站与萧山西、盈宁等其他6个位于萧山的车站由金华车务段移交给杭州直属站管辖。

## 车站周边
- 上海铁路局上海工务大修段钱塘江基地
- 杭州高新软件园